# Drnavec palestinský
Drnavec palestinský (Parietaria judaica) je druh rostliny z čeledi kopřivovité (Urticaceae).

## Popis
Drnavec palestinský je dvouletá až vytrvalá bylina, která je 20 až 40 centimetrů vysoká. Má zelené až šedozelené listy, které jsou střídavé bez palistů. Kvete od května do října.

## Účinky
Pyl je jednou z hlavních příčin respiračních alergií (astma a rýma) ve Středomoří, zejména v době vrcholného květu na jaře a na podzim. Jedna studie odhadla, že obrovská populace drnavce v jednom řeckém městě může během jarních měsíců produkovat až 5,4 miliardy pylových zrn na metr čtvereční.

## Původní rozšíření
Původním areálem rozšíření tohoto druhu je Makaronésie, severní Afrika, Evropa až Střední Asie a střední Himálaj. Je to trvalka a roste převážně v mírném pásmu.